# Maximilian Kindler
Maximilian Kindler (Göppingen, 9 de abril de 1993) es un deportista alemán que compite en esgrima, especialista en la modalidad de sable. En los Juegos Europeos de Bakú 2015 obtuvo una medalla de bronce en la prueba por equipos.

## Palmarés internacional
| Juegos Europeos | Juegos Europeos   | Juegos Europeos   | Juegos Europeos   |
| Año             | Lugar             | Medalla           | Prueba            |
| --------------- | ----------------- | ----------------- | ----------------- |
| 2015            | Bakú (Azerbaiyán) | Medalla de bronce | Sable por equipos |